# Wild Mustang (filme)
Wild Mustang (Brasil: A Marca Sinistra ) é um filme faroeste dos Estados Unidos de 1935 estrelado por Harry Carey e dirigido por Harry L. Fraser.